# Л’Этан-ла-Виль
Л’Эта́н-ла-Виль (фр. L'Étang-la-Ville) — городская коммуна во Франции.
Город Л’Этан-ла-Виль находится в северной части Франции, в округе Сен-Жермен-ан-Ле департамента Ивелин региона Иль де Франс, в 21 километре западнее Парижа, близ Версаля. С французской столицей Л’Этан-ла-Виль связывает железнодорожное сообщение.

## Галерея

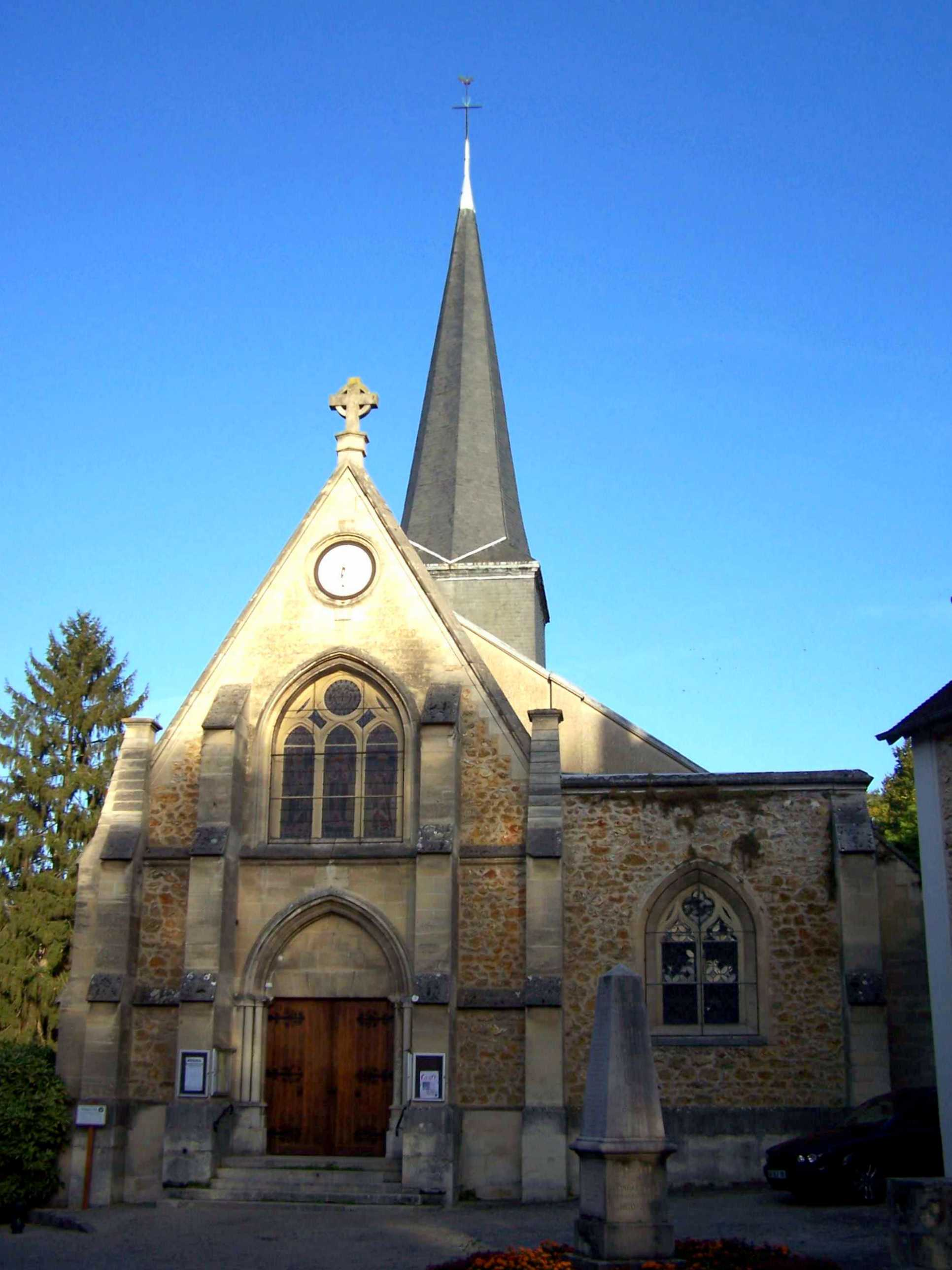
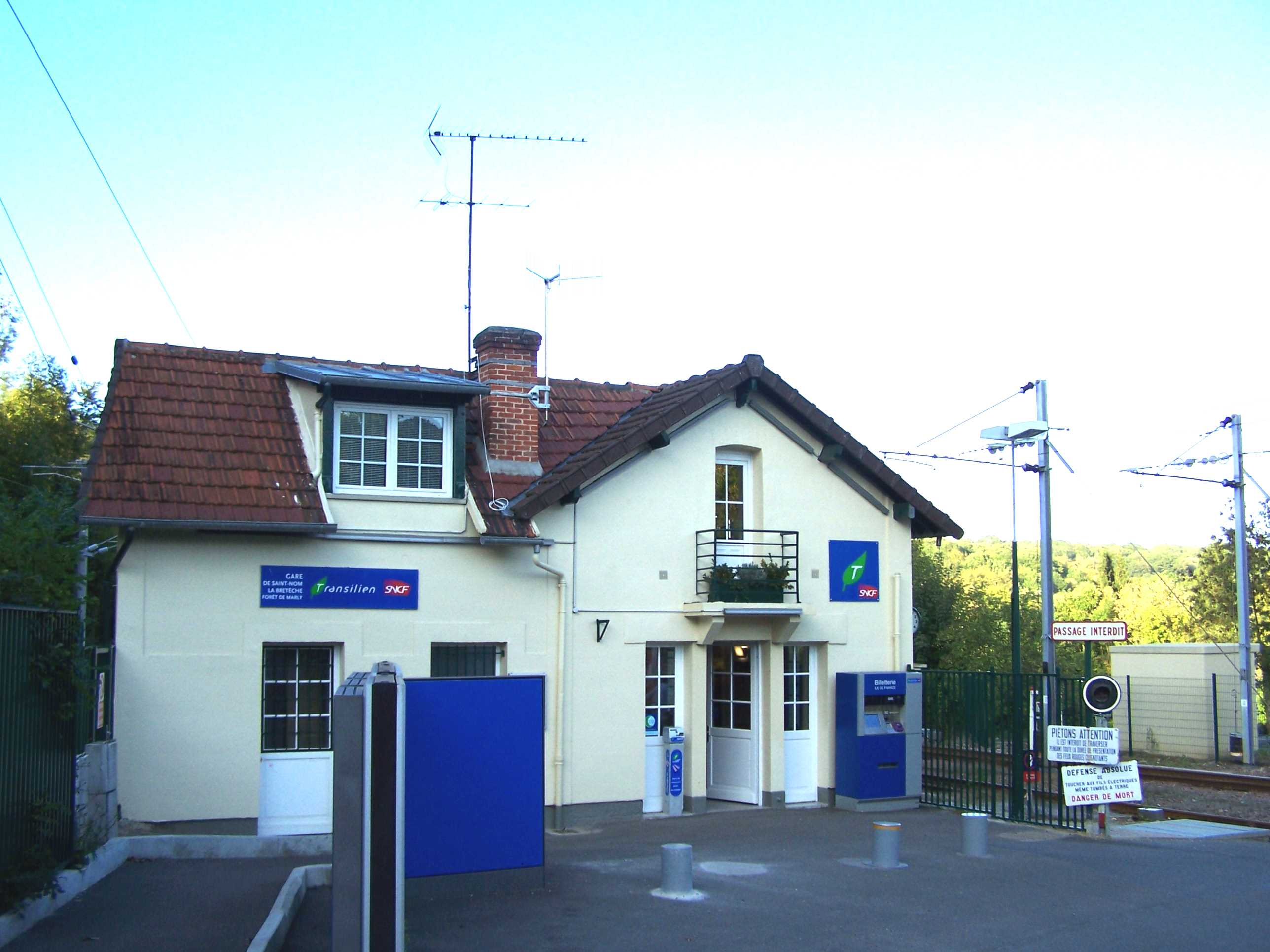
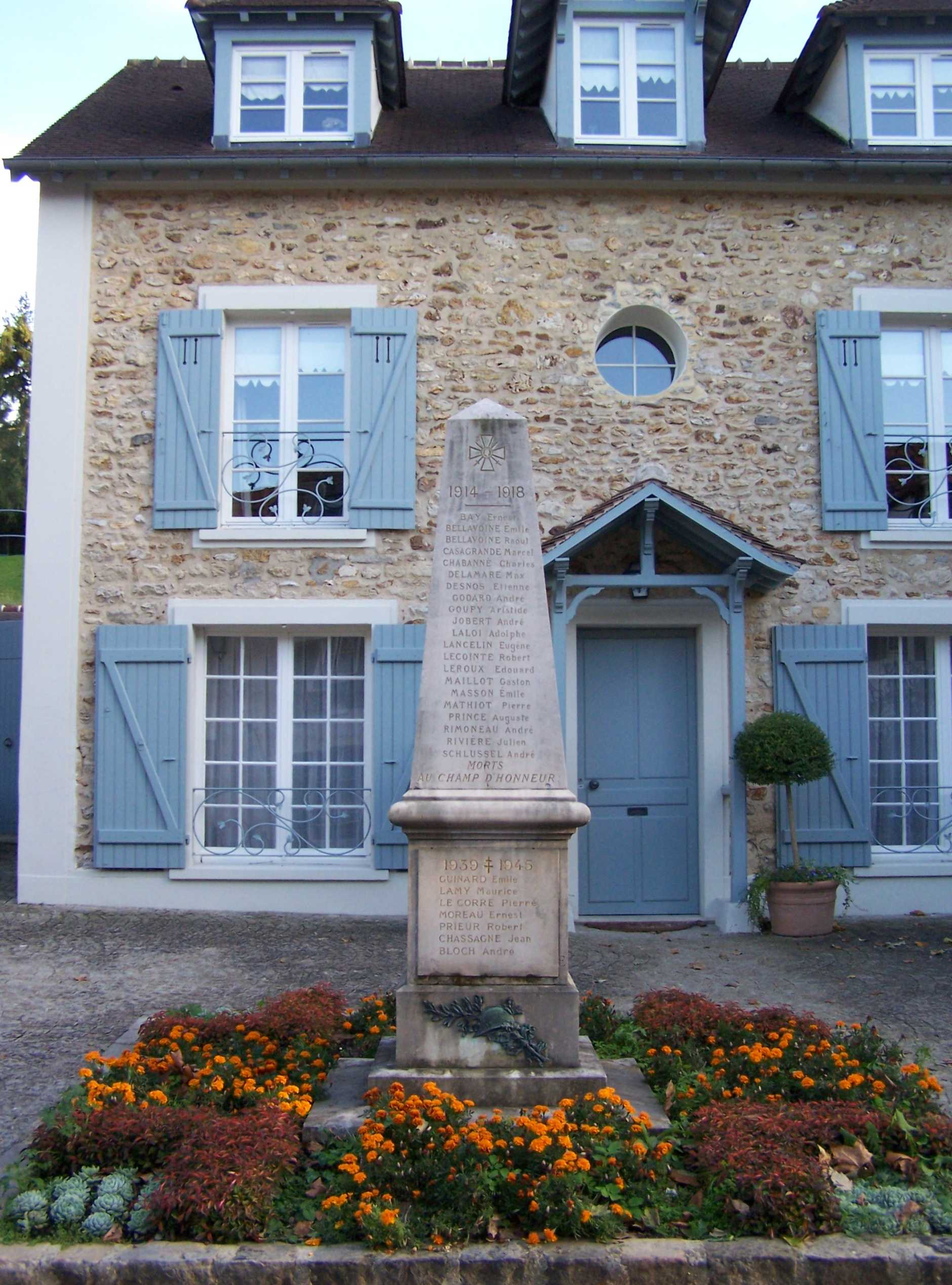
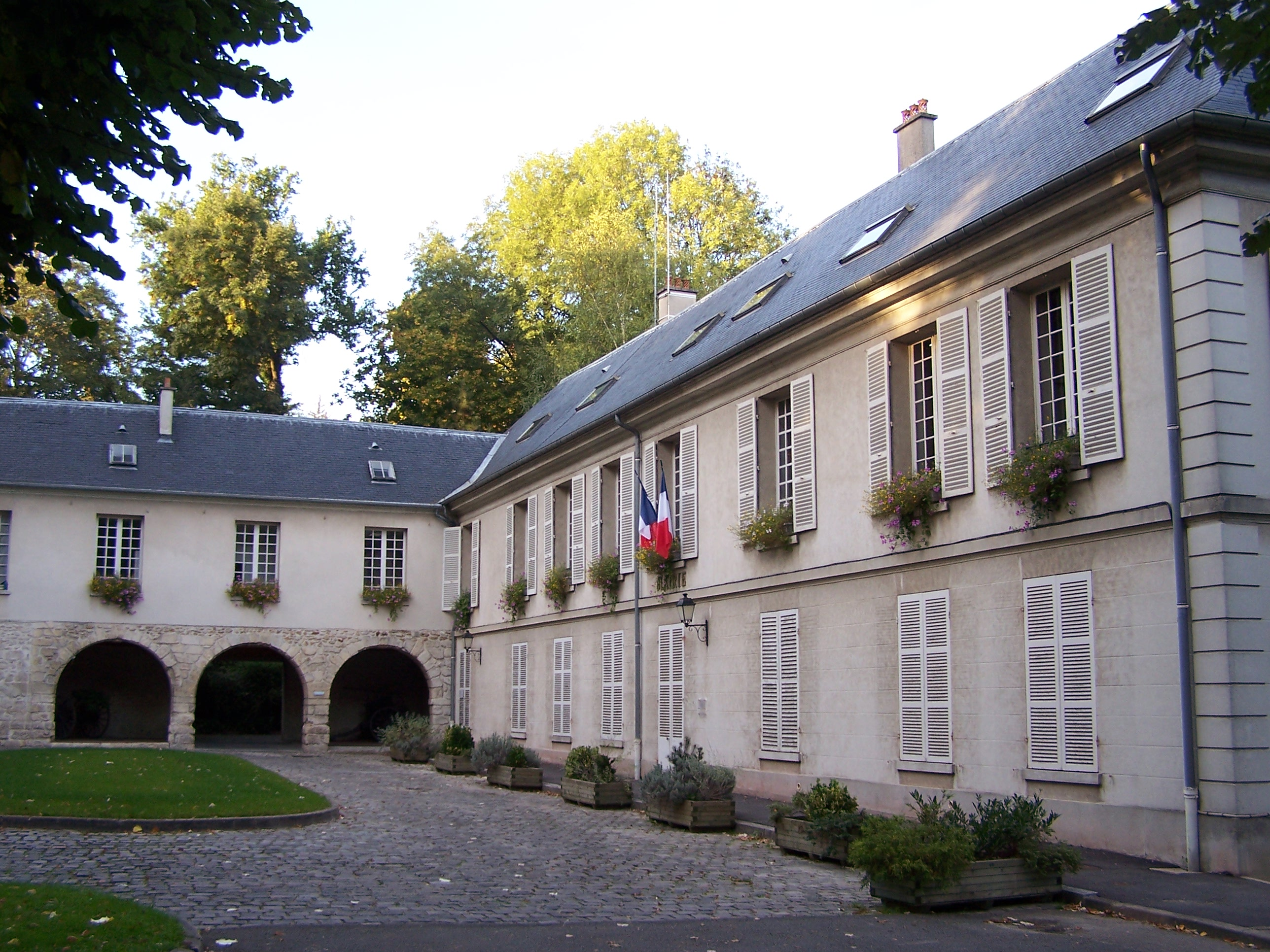